# Президентские выборы в Узбекистане (2021)
Очередные выборы Президента Республики Узбекистан 2021 года (узб. 2021-yilgi navbatdagi Oʻzbekiston Respublikasi Prezidenti saylovi) состоялись 24 октября. Эти выборы (не считая непрямые президентские выборы 1990 года в Узбекской ССР) стали шестыми по счёту прямыми президентскими выборами в истории Узбекистана.

## Требования к кандидатам и порядок выдвижения
Согласно действующему избирательному кодексу Республики Узбекистан, президент Республики Узбекистан избирается сроком на пять лет, и одно и то же лицо не может быть президентом Республики Узбекистан более двух сроков подряд. Президентом Республики Узбекистан может быть избран гражданин Республики Узбекистан не моложе тридцати пяти лет, свободно владеющий государственным (то есть узбекским) языком, постоянно проживающий на территории Узбекистана не менее десяти лет непосредственно перед выборами. Не имеют право участвовать на выборах и соответственно не подлежат регистрации кандидатами в президенты Республики Узбекистан ранее судимые за умышленные преступления, а также профессиональные служители религиозных организаций и объединений.
Политическая партия имеет право выдвигать кандидата при условии, что она зарегистрирована Министерством юстиции Республики Узбекистан не позднее, чем за четыре месяца до дня объявления о начале избирательной кампании. Выдвижение кандидатов начинается за 65 дней до выборов и заканчивается за 45 дней до выборов. Выдвижение кандидатов осуществляется только высшими органами политических партий, и одна политическая партия может выдвинуть лишь одного кандидата. Политическая партия может выдвинуть кандидата только из числа своих членов, или беспартийного. Таким образом, независимые и беспартийные кандидаты не могут по закону самостоятельно выдвигать свою кандидатуру, и для этого обязательно требуется стать членом одной из официально зарегистрированных партий и выдвигать свою кандидатуру лишь при поддержке и одобрении руководства этих партий. Этот пункт часто критикуется экспертами, политологами, международными наблюдателями и организациями, а также правозащитниками, оппозиционерами и диссидентами. На январь 2021 года в Узбекистане официально зарегистрированы лишь пять политических партий. Это: Либерально-демократическая партия Узбекистана, Демократическая партия «Миллий тикланиш» (Национальное возрождение), Социал-демократическая партия «Адолат» (Справедливость), Народно-демократическая партия Узбекистана и Экологическая партия Узбекистана.

## Избирательная кампания
Согласно действующему избирательному кодексу Республики Узбекистан, ЦИК Республики Узбекистан объявляет через СМИ о начале избирательной кампании не позднее чем за три месяца до истечения срока полномочий действующего президента — то есть в первой половине сентября 2021 года, так как срок президентских полномочий Шавката Мирзиёева истекает 14 декабря 2021 года. Как до, так и после объявления о начале избирательной кампании, партии могут выдвигать своих кандидатов на выборы.

## Участники
- Максуда Варисова от Народно-демократической партии Узбекистана. 7 августа пленум НДПУ одобрил кандидатуру Максуды Варисовой для рассмотрения на съезде партии в качестве кандидата в президенты, и в тот же день она была утверждена кандидатом. По словам лидера НДПУ Улугбека Иноятова, её кандидатура была предложена руководством партии на основе мнений активистов партии и опросу электората. Сама Максуда Вариса заявила, что её выбрали кандидатом не потому, что она женщина, а потому, что она «обычная мать и женщина, знающая о проблемах народа непосредственно». Она заявила, что «многотысячная Народно-демократическая партия не просто мечтает, а ставит конкретную цель одержать победу и реализовать программные задачи». На вопрос журналистов о том, что готовы ли узбекистанцы доверить управление страной женщине, она ответила следующее: «Это не доверие к определённой личности. Это доверие к идеям, целям и программе партии. Народ ждёт от нас решения мучающих их сегодня проблем, их системного решения. В своей предвыборной программе мы обозначили предотвращение этих проблем — безработицы, жилищных проблем, неконтролируемого роста тарифов на коммунальные услуги и неконтролируемого роста цен на основные продукты питания, решение проблем в сфере образования и здравоохранения».

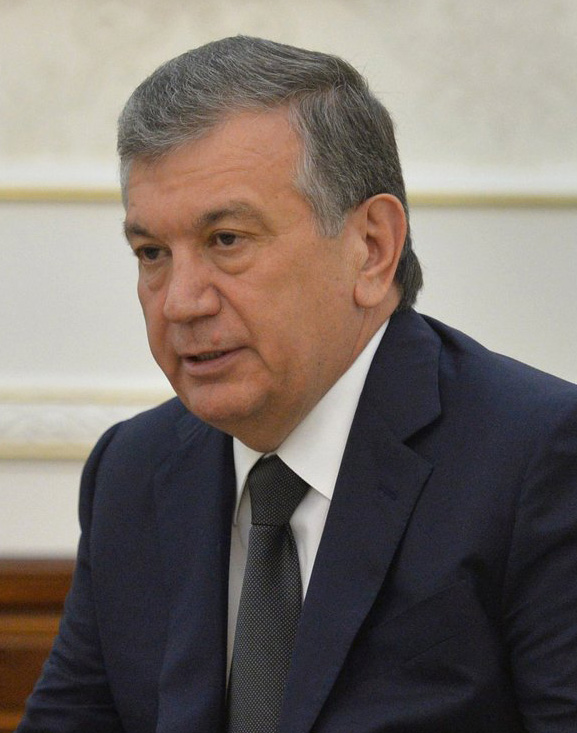
Действующий президент Узбекистана — Шавкат Мирзиёев имеет право выдвигать свою кандидатуру в последний раз

- Одним из главных и очевидных кандидатов на выборах считается Шавкат Мирзиёев — действующий Президент Республики Узбекистан с 14 декабря 2016 года (фактически с 8 сентября 2016 года), который согласно действующей Конституции Республики Узбекистан имеет право баллотироваться на пост президента Узбекистана на второй, но последний срок. Проведение до или после этих выборов конституционного референдума, или принятие других специальных законов и резолюций по реформированию президентских полномочий и сроков Шавката Мирзиёева (для обнуления предыдущих сроков, продление сроков, удаление ограничений по срокам и т. п.) по аналогии с другими авторитарными постсоветскими странами и странами третьего мира будут считаться узурпацией и насильственным захватом или удержанием власти, и преследуется по уголовному кодексу. Ряд узбекских оппозиционеров и диссидентов выступили против потенциального выдвижения своей кандидатуры Шавкатом Мирзиёевым. В их числе Мухаммад Салих, Абдурахим Пулат, Джахангир Мухаммад и учёный-экономист Хидирназар Аллакулов[5]. После публичного выражения в июне 2020 года Шавкатом Мирзиёевым президенту России Владимиру Путину поддержки поправок в российскую конституцию, многие эксперты выразили свои опасения, что Шавкат Мирзиёев для сохранения своей власти может последовать примеру российского президента, и инициировать в Узбекистане реформирование и поправки в Конституцию Республики Узбекистан, считая её «устаревшей» (так как она принята 8 декабря 1992 года), и таким образом «обнулить» свои предыдущие сроки[6].

### Заявлявшие о выдвижении своей кандидатуры
- В мае 2020 года о своём желании участвовать в президентских выборах 2021 года выразил известный учёный-экономист Хидирназар Аллакулов, подвергая резкой критике итоги президентства Шавката Мирзиёева[7][8][9]. По его мнению, реформы в стране приостановлены, производится обратное «закручивание гаек», не решены проблемы бедности и безработицы, борьба против коррупции не даёт результатов, страна набрала свыше 25 млрд $ внешнего долга, в стране появилось кумовство со стороны президентской семьи. Хидирназар Аллакулов также инициировал создание Социал-демократической партии «Справедливость и развитие»[10][11][12][12].

#### Джахонгир Отаджонов
В начале декабря 2020 года, известный узбекский эстрадный певец, композитор и продюсер Джахонгир Отаджонов объявил о завершении профессиональной карьеры, заявив, что эти занятия противоречат нормам шариата. Из YouTube были удалены его музыкальные клипы, набравшие несколько десятков миллионов просмотров. Его решения взбудоражили его поклонников и местные масс-медиа. В январе 2021 года Джахонгир Отаджонов через свой Instagram заявил о своих президентских амбициях, и о решении начать политическую деятельность, по аналогии с Владимиром Зеленским на Украине. Позднее он заявил о том, что примкнул к находящейся в процессе создания правоцентристской Демократической партии «Интересы народа». Учредительный съезд данной партии проходил дома у Отаджонова, но во время этого съезда, в его дом ворвались неизвестные женщины-провокаторы «ОБОН» и начали вести себя агрессивно, крича и обвиняя певца и присутствующих в торговле наркотиками, в содержании борделя, и учредительный съезд партии был сорван. Последующие старания активистов партии получили жёсткое противодействие со стороны силовиков и провокаторов, и партии до сих пор находится в процессе создания. После этого Джахонгир Отаджонов решил создать собственную партию, и был на приёме в Министерстве юстиции Республики Узбекистан
, но неоднократные попытки создать партию сошли на нет из-за противодействий и давления со стороны силовиков. Между тем, в узбекистанских масс-медиа и соцсетях началась кампания по травле Джахонгира Отаджонова. Появились множество издевательских постов, насмешек и шуток в отношении его политической деятельности, началось против него нашествие интернет-троллей. Среди критикующих его и насмехающихся над ним были в том числе лояльные властям деятели шоу-бизнеса. Сам Джахонгир Отаджонов и наблюдатели отметили, что травля против него спланирована силовиками и вероятно самим правительством. Несмотря на всё это, нашлось немало его сторонников, поддержавших его шаги.
После усиления давления на него и на его близких, в феврале 2021 года Джахонгир Отаджонов вынужденно покинул Узбекистан, и поселился в Стамбуле, где проживал и занимался бизнесом несколько лет во время диктатуры Ислама Каримова, когда он находился в так называемом «чёрном списке артистов», которых было нельзя показывать по телевидению и вещать по радио, а его лицензия певца аннулировалась множество раз из-за различных «нарушений». В своих видеообращениях он начал резко критиковать бывшее и действующее руководство и правительство Узбекистана, обращал внимание на размах коррупции, кумовства и казнокрадства в стране, на удручающий уровень жизни простых граждан. Также он заявил, что в случае прихода к власти разрушит по всей стране памятники «диктатору Исламу Каримову». В конце марта 2021 года в его стамбульский офис к нему пришла группа молодых людей крепкого телосложения, заявив, что они должны его «хорошенько побить и наказать», так как к ним вышли с таким заказом через нескольких посредников, и его ждёт такая же группа в самом Узбекистане. После этого он дал большое интервью узбекской службе Радио «Свобода». В начале апреля Джахонгир Отаджонов у себя на Facebook выложил совместные фотографии с известным оппозиционером, диссидентом, поэтом и лидером Демократической партии «Эрк» и Народного движения Узбекистана Мухаммадом Салихом. Он также сообщил, что вышел из Демократической партии «Интересы народа» и стал членом Демократической партии «Эрк». Крайне оппозиционные НДУ И ДП «Эрк» не имеют регистрацию в Узбекистане, и фактически находятся под запретом. После этого в соцсетях появилось видеообращение матери Джахонгира Отаджонова, где она просит своего сына «уйти с этого пути», «не стать изменником Родины», «не примкнуть к злодею и врагу народа Мухаммаду Салиху», а рядом молча и вдумчиво сидит его отец. Отмечается, что она как будто зачитывала заранее подготовленный текст под угрозами силовиков.

### Возможное участие внесистемной оппозиции
Политологи и эксперты отмечают, что следующие президентские выборы в Узбекистане для поддержания положительного имиджа страны должны пройти при обязательном участии так называемой внесистемной оппозиции, бо́льшая часть которой в период правления предыдущего президента Ислама Каримова из-за угроз и преследований бежала из Узбекистана, а оставшиеся были осуждены на длительные сроки или оставались на свободе под жестким контролем праоохранительных органов. Часть из них умерло в тюрьмах. Ряд экспертов и внутри Узбекистана отмечают, что существование реальной оппозиции пойдет только на пользу Узбекистану, так как оппозиция является зеркалом власти, показывая его ошибки и недостатки, став конструктивной силой и настоящим другом действующей власти во имя развития страны. После первого тура последних парламентских выборов в Узбекистане, комментируя выборы, председатель ЦИК Республики Узбекистан Мирза-Улугбек Абдусаламов заявил, что на выборах имеют право участвовать в том числе не входящие в нынешний парламент политические партии и силы при выполнении некоторых условий, и ни о никаких запретах и ограничений в отношении их нет, и допустил их участия в следующих парламентских и президентских выборах. Говоря о внепарламентской оппозиции, Абдусаламов упомянул демократическую партию «Эрк» и партию «Бирлик», назвав их старейшими политическими силами страны. Впервые в новейшей истории страны, официальное лицо Узбекистана в своём интервью добровольно упомянул и произнёс названия этих партий, даже упоминание и публичное произношение названий которых в период диктатуры бывшего президента страны Ислама Каримова были под тотальным и жестким табу. Также потенциальными участниками выборов могут стать кандидаты от таких ныне существующих партий и движений из внесистемной оппозиции, как Народное движение Узбекистана, Народно-демократическая партия «Бирдамлик» (Единодушие) и Коммунистическая партия Узбекистана, которые как и демократическая партия «Эрк» и партия «Бирлик» пока официально не зарегистрированы в Узбекистане и де-факто являются незаконными.

#### Мнение Шавката Мирзиёева об оппозиции
Во время последних парламентских выборов в узбекистанском сегменте социальных сетей, особенно в Facebook, Twitter и Instagram среди пользователей бурно обсуждалась тема гипотетического участия настоящих оппозиционных партий на этих выборах. Среди узбекских блогеров проводились опросы, поднимался вопрос обязательного участия вышеупомянутых партий в следующих выборах, началась кампания и флешмоб по теме «Не надо бояться оппозиции — она наше зеркало, она любит Родину не меньше вас», «У открывшегося миру Узбекистана должна быть настоящая оппозиция», «Оппозиция — не зло и не страшилка», «Хватит пугать оппозицией» и др. Из-за массового обсуждения недопуска оппозиции к выборам и призывов к их допуску, в ходе своих выступлений стали оправдываться и делать различные нейтральные заявления ряд официальных лиц страны. Из-за беспрецедентной популярности этой темы, президент страны Шавкат Мирзиёев впервые был вынужден публично заговорить о теме оппозиции. После проведения первого тура выборов, 28 декабря 2019 года Шавкат Мирзиёев во время встречи с молодёжью, в своем разговоре упоминая тему оппозиции сказал: «В Сети обсуждается оппозиция. Какую пользу она принесла? Я как президент не против оппозиции, но нужно создавать среду, чтобы она появилась у нас, чтобы это были люди, которые знают проблемы народа, пережили вместе с ним все проблемы, которые пили воду здесь и ели хлеб здесь», косвенно подтвердив отсутствие реальной оппозиции в стране и категорического недопущения возврата оппозиции из заграницы. После этого заявления, многие приняли это как сигнал и «добро» на создание оппозиционных партий внутри страны. Это заявление было принято многими блогерами, оппозиционерами и экспертами как хороший и адекватный сигнал — впервые в новейшей истории независимого Узбекистана президент страны публично заговорил об оппозиции, вдобавок заявив что не против её возникновения.

## Явка
Избирательные участки для голосования были открыты в 06:00 мск. ЦИК Узбекистана проинформировал, что на 07:00 мск явка составила 12,3 % (свыше 2,4 млн человек). Явка избирателей на 09:00 мск превысила 33 %.

## Мнения о выборах
- Действующий президент Узбекистана Шавкат Мирзиёев 29 декабря 2020 года в ходе Послания обеим палатам Олий Мажлиса высказался в том числе о предстоящих в стране президентских выборах. До этого он публично ещё не высказывался о предстоящих президентских выборах в Узбекистане в 2021 году. «В следующем году состоится важное политическое событие в жизни нашей страны и народа — президентские выборы. ЦИК должна обратить особое внимание на организацию предстоящих выборов на высоком уровне, на основе нашего законодательства и общепризнанных международных демократических принципов. Необходимо формирование у членов избирательных комиссий системных знаний об избирательном законодательстве и международных стандартах. Мы продолжим работу по внедрению в наше законодательство и практику приемлемых для нас рекомендаций международных наблюдателей на последних выборах. Уверен, что это важное политическое событие продемонстрирует неуклонный рост политической и правовой культуры, расширение политического мировоззрения и укрепление гражданской позиции наших избирателей, всех наших соотечественников в условиях эпохи нового Узбекистана»[35][36][37][38][39]. Политологи и наблюдатели отмечают, что Шавкат Мирзиёев своим ежегодным посланием по итогам 2020 года, фактически начал свою избирательную кампанию на предстоящую президентскую кампанию, делая в ходе данного послания ряд громких заявлений[40][41][42].